# Spilosoma apicistrigata
Spilosoma apicistrigata är en fjärilsart som beskrevs av Kardakoff 1928. Spilosoma apicistrigata ingår i släktet Spilosoma och familjen björnspinnare. Inga underarter finns listade i Catalogue of Life.